# Minihy-Tréguier
Minihy-Tréguier [minii tʁegje] est une commune française située dans le département des Côtes-d'Armor, en région Bretagne.

## Géographie
| Camlez    | Plouguiel       | Tréguier, Trédarzec |
| Coatréven | Minihy-Tréguier |                     |
| Langoat   | La Roche-Jaudy  | Troguéry            |

### Hydrographie
Pour un article plus général, voir Réseau hydrographique des Côtes-d'Armor.
La commune est située dans le bassin Loire-Bretagne. Elle est drainée par le Jaudy, le Guindy, le Moulin de Bizien et le ruisseau du Roudour,,.
Le Jaudy, d'une longueur de 48 km, prend sa source dans la commune de Tréglamus et se jette  dans la Manche en limite de Plouguiel et de Kerbors, après avoir traversé 13 communes. 

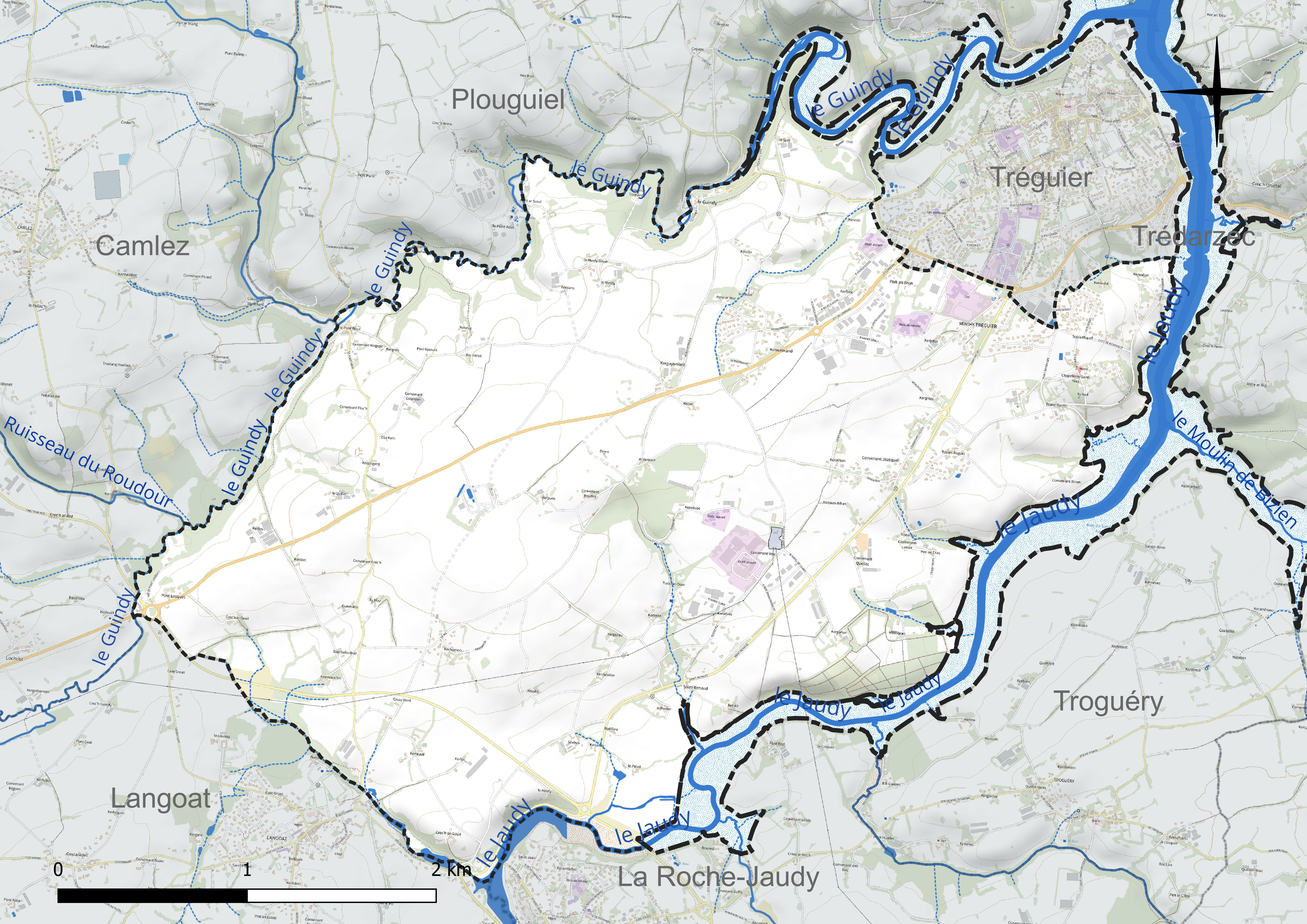
Réseau hydrographique de Minihy-Tréguier.

Le Guindy, d'une longueur de 43 km, prend sa source dans la commune de Louargat et se jette  dans le Jaudy à Tréguier, après avoir traversé 16 communes.  Les caractéristiques hydrologiques du Guindy sont données par la station hydrologique située sur la commune de Plouguiel. Le débit moyen mensuel est de 1,33 m3/s. Le débit moyen journalier maximum est de 19,8 m3/s, atteint lors de la crue du 9 février 2001. Le débit instantané maximal est quant à lui de 24,5 m3/s, atteint le 26 janvier 1995.
Le Moulin de Bizien, d'une longueur de 11 km, prend sa source dans la commune de Ploëzal et se jette  dans le Jaudy en limite de Trédarzec et de Troguéry. 

### Climat
Pour des articles plus généraux, voir Climat de la Bretagne et Climat des Côtes-d'Armor.
En 2010, le climat de la commune est de type climat océanique franc, selon une étude du CNRS s'appuyant sur une série de données couvrant la période 1971-2000. En 2020, Météo-France publie une typologie des climats de la France métropolitaine dans laquelle la commune est exposée à un climat océanique et est dans la région climatique Finistère nord, caractérisée par une pluviométrie élevée, des températures douces en hiver (6 °C), fraîches en été et des vents forts. Parallèlement l'observatoire de l'environnement en Bretagne publie en 2020 un zonage climatique de la région Bretagne, s'appuyant sur des données de Météo-France de 2009. La commune est, selon ce zonage, dans la zone « Intérieur  », exposée à un climat médian, à dominante océanique.
Pour la période 1971-2000, la température annuelle moyenne est de 11,4 °C, avec une amplitude thermique annuelle de 9,9 °C. Le cumul annuel moyen de précipitations est de 800 mm, avec 14,5 jours de précipitations en janvier et 6,8 jours en juillet. Pour la période 1991-2020, la température moyenne annuelle observée sur la station météorologique la plus proche, située sur la commune de La Roche-Jaudy à 4 km à vol d'oiseau, est de 11,8 °C et le cumul annuel moyen de précipitations est de 887,1 mm,. Pour l'avenir, les paramètres climatiques de la commune estimés pour 2050 selon différents scénarios d’émission de gaz à effet de serre sont consultables sur un site dédié publié par Météo-France en novembre 2022.

## Urbanisme

### Typologie
Au 1er janvier 2024, Minihy-Tréguier est catégorisée commune rurale à habitat dispersé, selon la nouvelle grille communale de densité à 7 niveaux définie par l'Insee en 2022.
Elle appartient à l'unité urbaine de Tréguier, une agglomération intra-départementale dont elle est ville-centre,. Par ailleurs la commune fait partie de l'aire d'attraction de Lannion, dont elle est une commune de la couronne,. Cette aire, qui regroupe 40 communes, est catégorisée dans les aires de 50 000 à moins de 200 000 habitants,.
La commune, bordée par l'estuaire du Jaudy, est également une commune littorale au sens de la loi du 3 janvier 1986, dite loi littoral. Des dispositions spécifiques d’urbanisme s’y appliquent dès lors afin de préserver les espaces naturels, les sites, les paysages et l’équilibre écologique du littoral, tel le principe d'inconstructibilité, en dehors des espaces urbanisés, sur la bande littorale des 100 mètres, ou plus si le plan local d’urbanisme le prévoit.

### Occupation des sols
L'occupation des sols de la commune, telle qu'elle ressort de la base de données européenne d’occupation biophysique des sols Corine Land Cover (CLC), est marquée par l'importance des territoires agricoles (82,6 % en 2018), en diminution par rapport à 1990 (89,3 %). La répartition détaillée en 2018 est la suivante :
terres arables (61,8 %), zones agricoles hétérogènes (18,3 %), zones urbanisées (11,6 %), eaux continentales (4,7 %), prairies (2,5 %), forêts (1,1 %). L'évolution de l’occupation des sols de la commune et de ses infrastructures peut être observée sur les différentes représentations cartographiques du territoire : la carte de Cassini (XVIIIe siècle), la carte d'état-major (1820-1866) et les cartes ou photos aériennes de l'IGN pour la période actuelle (1950 à aujourd'hui).

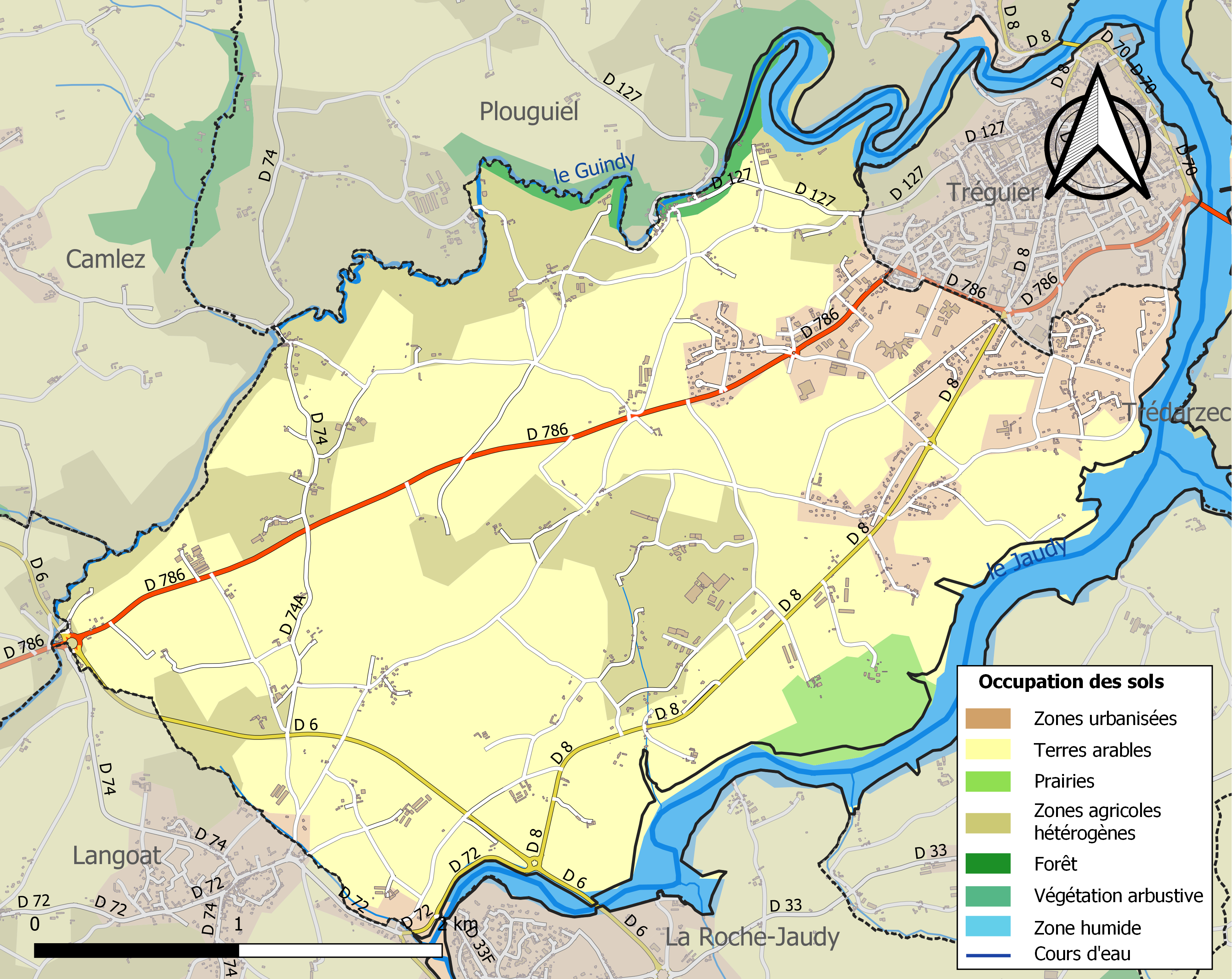
Carte des infrastructures et de l'occupation des sols de la commune en 2018 (CLC).

## Économie
- le chantier naval Boréal, depuis 2005, 37 p. en 2019[22].

## Toponymie
Le nom de la localité est attesté sous les formes Minihium beati Tudguali confessoris en 1293, 1371 et en 1374, Minihium seu asylum beati Tugduali en 1334, Le Minihy de Trecoria en 1430, Mynezehy de Treguier en 1437, Le Minihy Plouelantreguier en 1656, Minihy proche Tréguier en 1715, Minihy en Tréguier en 1738, Le Minihy Tréguier en 1788.

On trouve l'appellation Ploulantréguier dans un extrait d'aveu de 1655. C'est, semble-t-il, le nom de Minihy-Tréguier avant que le lieu devienne un minihy (« lieu d'asile ») du monastère de Tréguier, du temps de saint Yves.
Le nom en breton de la commune est Ar Vinic'hi.

Du breton minic'hi, qui désigne un lieu d'asile du latin monachus, moine, Minihy signifie littéralement « terre des moines voisine du monastère ». Le mot breton « minihy » correspond au français « refuge religieux,, territoire monastique ».

## Histoire

### Origines
Les origines de la commune de Minihy-Tréguier sont étroitement liées à celles de la commune voisine de Tréguier. À l'origine « Minic'hy Plou Lan Tréguer », c'est-à-dire le « Minihy de la paroisse du monastère des Trois Rivières ». Un minihy était une terre bénéficiant d'un droit particulier directement rattachée à la juridiction épiscopale. La terre de Minihy était possession de l'évêque de Tréguier qui déléguait son autorité à une famille seigneuriale du type « noblesse paysanne ».

### Moyen Âge
L'actuelle église située dans son petit bourg est bâtie sur les fondations d'une chapelle édifiée entre 1280 et 1290 par saint Yves.

### LeXIXesiècle

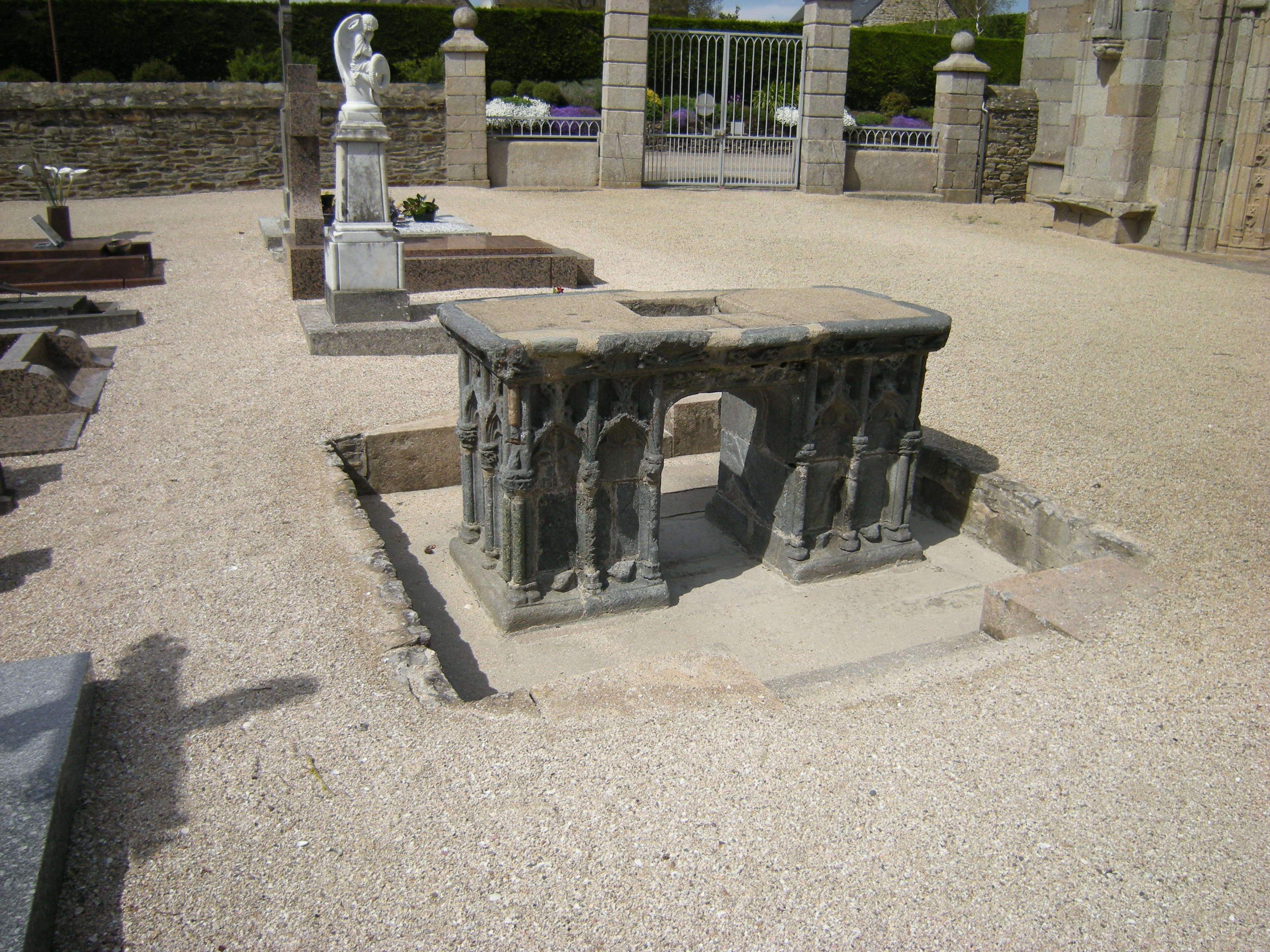
Tombeau de saint Yves.
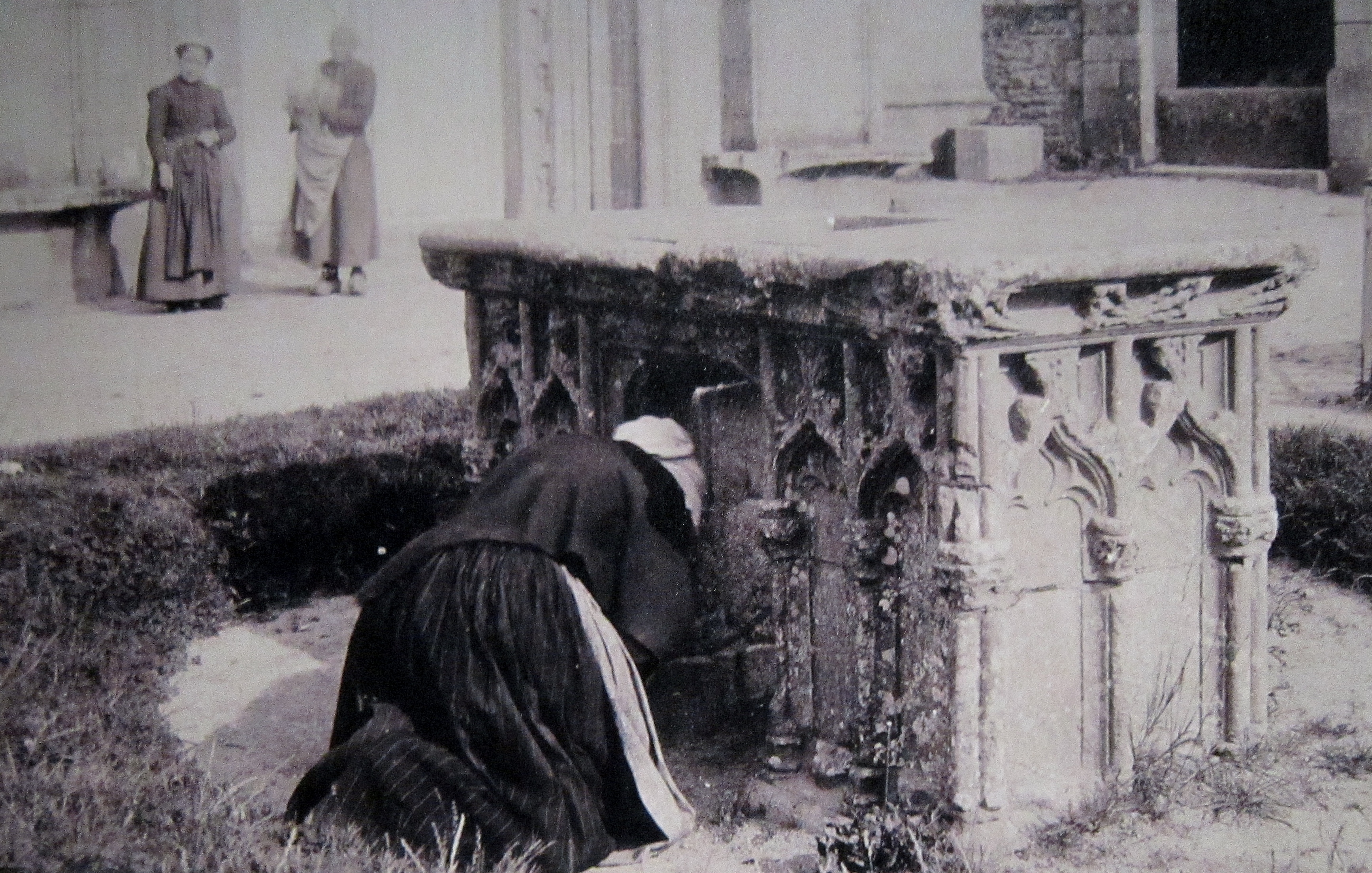
Charles Géniaux : Femme passant sous le tombeau présumé de saint Yves (1890).
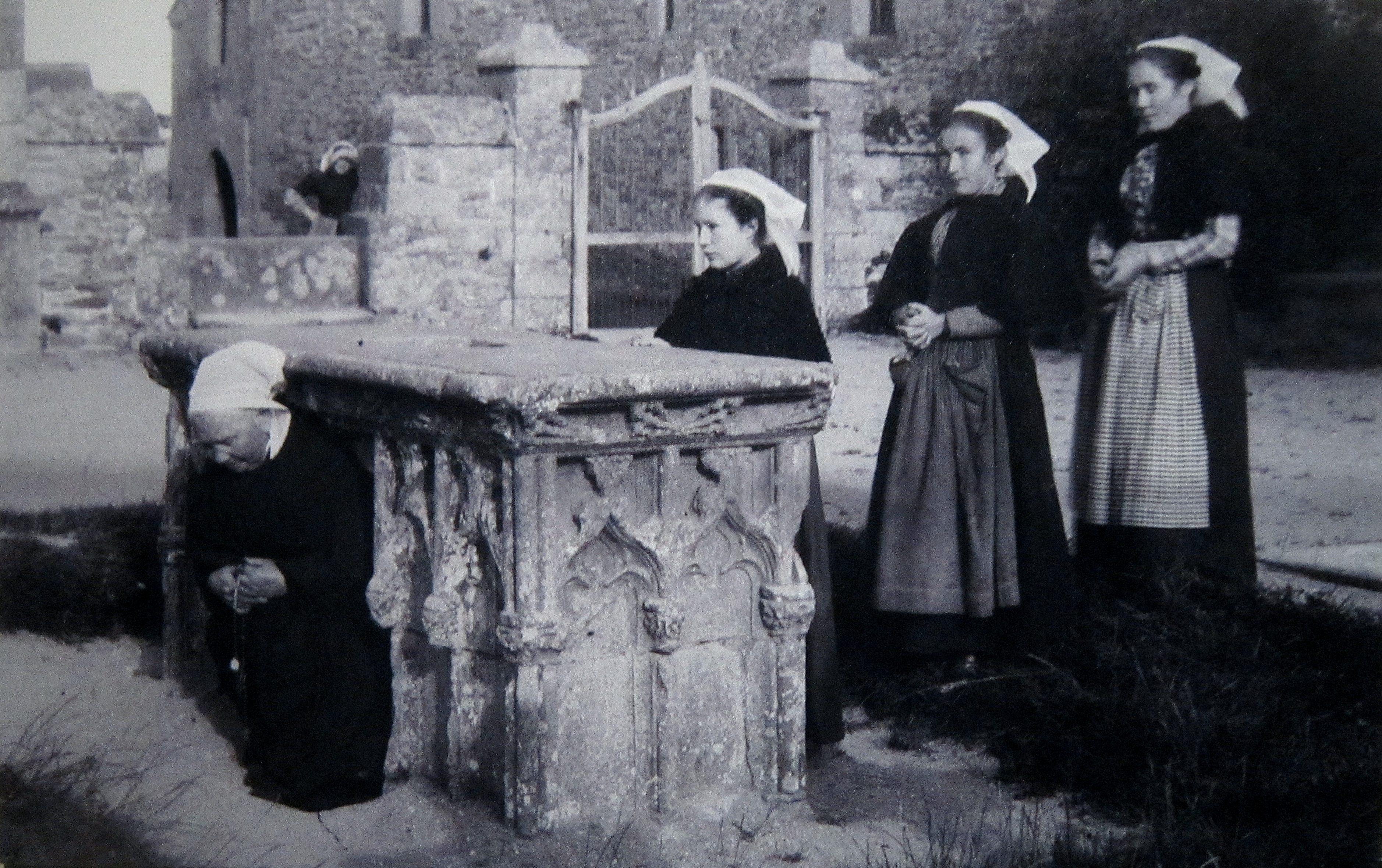
Paul Gruyer : Femmes passant sous le tombeau présumé de saint Yves (vers 1900).
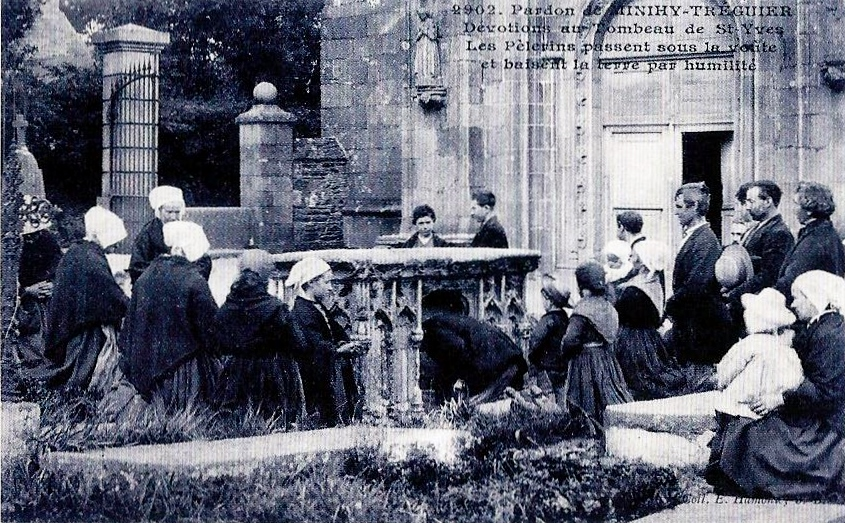
Le pardon de Minihy-Tréguier (carte postale Émile Hamonic, vers 1920).

### LeXXesiècle

#### Les guerres duXXesiècle
Le monument aux Morts porte les noms de 71 soldats morts pour la Patrie :
- 59 sont morts durant la Première Guerre mondiale.
- 11 sont morts durant la Seconde Guerre mondiale.
- 1 est mort durant la Guerre d'Indochine.

Louis Pichouron, né le 27 mars 1902 à Minihy-Tréguier, marin de commerce, communiste, vivant en 1940 à Plouguiel, fut avec Jean Devianne, un instituteur communiste originaire du département du Nord un des principaux responsables du Front national pour la libération de la France dans le Trégor intérieur, organisant en particulier le maquis Tito
Boulanger né en 1926 à Minihy-Tréguier, Joseph Le Bihan rejoint un groupe d'une vingtaine de jeunes Résistants, pour la plupart des étudiants rennais. Peu armés, ils furent repérés par les autorités d'Occupation. Le 12 juin 1944, Joseph Le Bihan fut arrêté avec onze autres maquisards et transféré à la prison de Guingamp où il subit d'horribles tortures. Il fut fusillé quatre jours plus tard. Il avait 18 ans.

## Politique et administration
| Période                                  | Période     | Identité              | Étiquette | Qualité |
| ---------------------------------------- | ----------- | --------------------- | --------- | --- |
| 1790                                     | 1790        | Julien Lucas          | Clergé    | Député en 1789 recteur de Minihy-Tréguier                                                                   |
| Les données manquantes sont à compléter. |             |                       |           | |
| 1805                                     | 1818        | Yves Loyer            |           | |
| Les données manquantes sont à compléter. |             |                       |           | |
| 1929                                     | 1944        | Yves Le Cozannet père | PDP       | Député (1930 → 1932)                                                                                        |
| Les données manquantes sont à compléter. |             |                       |           | |
| mars 1959                                | juin 1995   | Yves Le Cozannet fils | UDF       | Agriculteur Sénateur des Côtes-du-Nord (1980 → 1989) Conseiller général du canton de Tréguier (1976 → 1988) |
| juin 1995                                | mars 2014   | Jean Le Calvez        | PS        | Retraité |
| mars 2014                                | 24 mai 2020 | Jean-Yves Fenvarc'h   | DVG       | Retraité |
| 24 mai 2020                              | En cours    | Christian Le Roi      |           | Cuisinier                                                                                                   |
| Les données manquantes sont à compléter. |             |                       |           | |

## Démographie
L'évolution du nombre d'habitants est connue à travers les recensements de la population effectués dans la commune depuis 1793. Pour les communes de moins de 10 000 habitants, une enquête de recensement portant sur toute la population est réalisée tous les cinq ans, les populations de référence des années intermédiaires étant quant à elles estimées par interpolation ou extrapolation. Pour la commune, le premier recensement exhaustif entrant dans le cadre du nouveau dispositif a été réalisé en 2008.

En 2022, la commune comptait 1 263 habitants, en évolution de −0,86 % par rapport à 2016 (Côtes-d'Armor : +1,78 %, France hors Mayotte : +2,11 %).
| 1793  | 1800  | 1806  | 1821  | 1831  | 1836  | 1841  | 1846  | 1851  |
| ----- | ----- | ----- | ----- | ----- | ----- | ----- | ----- | ----- |
| 1 603 | 1 376 | 1 398 | 1 490 | 1 449 | 1 510 | 1 377 | 1 607 | 1 519 |

| 1856  | 1861  | 1866  | 1872  | 1876  | 1881  | 1886  | 1891  | 1896  |
| ----- | ----- | ----- | ----- | ----- | ----- | ----- | ----- | ----- |
| 1 575 | 1 561 | 1 601 | 1 528 | 1 558 | 1 522 | 1 516 | 1 332 | 1 272 |

| 1901  | 1906  | 1911  | 1921  | 1926 | 1931 | 1936 | 1946 | 1954 |
| ----- | ----- | ----- | ----- | ---- | ---- | ---- | ---- | ---- |
| 1 195 | 1 183 | 1 256 | 1 031 | 909  | 871  | 868  | 852  | 821  |

| 1962 | 1968 | 1975 | 1982 | 1990  | 1999  | 2006  | 2008  | 2013  |
| ---- | ---- | ---- | ---- | ----- | ----- | ----- | ----- | ----- |
| 805  | 717  | 673  | 790  | 1 024 | 1 063 | 1 089 | 1 096 | 1 275 |

| 2018  | 2022  | - | - | - | - | - | - | - |
| ----- | ----- | - | - | - | - | - | - | - |
| 1 260 | 1 263 | - | - | - | - | - | - | - |

## Lieux et monuments
- Menhir de Kerfos

Le menhir a été découvert en 1970-1971 couché en bordure de la RN 786. Il mesure 2,80 m de longueur. Les pierres de calage étaient en quartz alors que le menhir lui-même serait en roche volcanique. Il a été déplacé près de la ferme de Kerfos.
- L'église Saint-Yves, XVe – XIXe siècle.

À l'origine de l'actuelle église, se trouve la construction d'une chapelle du vivant de saint Yves, vraisemblablement entre 1280 et 1290. À partir de la mort du saint, en 1303, un culte s'organise. Après sa canonisation en 1347, des pèlerins se rendent à son tombeau, probablement plus nombreux; l'agrandissement de ce qui devait n'être qu'une chapelle ou un oratoire s'avère nécessaire. Selon R. Couffon, "les archives de la cathédrale de Tréguier indiquent qu'en 1418 fut achevée la voûte de Saint-Yves de Kermartin." Un nouvel édifice, plus vaste est donc construit au cours du XVe siècle. D'autres travaux importants furent réalisés au cours du XIXe siècle : la réalisation d'une sacristie (remarquer à l'intérieur de l'église, à gauche de l'entrée de la sacristie, un grand bénitier qui rappelle que cette porte devait servir d'entrée au même titre que les autres portes de l'église), la façade occidentale entre 1819 et 1824.
L'église Saint-Yves fait l'objet d'un classement au titre des monuments historiques depuis le 8 août 1923. Le manoir de Traou-Martin fut construit ensuite derrière l'église pour veiller cette dernière et devait également servir de sacristie.

À l'intérieur de l'église :
- dans le chœur de l'église, en haut à gauche, une statue de Notre Dame de Coatcolvezou, statue provenant de l'église Notre Dame de Coatcolvezou sise au chevet de la basilique-cathédrale de Tréguier sur l'actuelle place des Halles à Tréguier. Cette église, détruite au début du XIXe siècle "était for ancienne, puisque, lors de sa reconstruction en 1702, elle est dite avoir neuf siècles d'existence et remonter ainsi à la fin du VIIe siècle ou au début du VIIIe siècle. Peut-être était-ce là la mater ecclesia mentionnée dans la Chronique du continuateur de Richard Lescot ? Elle servait de siège au Moyen-Âge à la Communauté de la Ville. Les Halles furent construites sur son emplacement en 1821."
- une statue de la Vierge (XVIe-XVIIe siècle ?), autrefois à l'extérieur sous le porche nord de l'église et exposée à l'intérieur de l'église depuis 1982, reconnue alors par des anciens de Minihy comme "Notre Dame de Kermartin."
- Une statue de saint Yves entre le riche et le pauvre, contre le mur sud, à l'entrée du chœur.
- Un tableau transcrivant le "Testament de Saint Yves", en latin, sur le mur nord.
- une chaire à prêcher du XVIIIe siècle
- le maître-autel en granit de Kersanton (XIXe siècle)

À l'extérieur de l'église, se trouve, dans le cimetière face au clocher ce qui localement est appelé "tombeau de saint Yves." Il pourrait s'agir d'un ancien autel en pierre. Selon R. Couffon, : "En 1823, l'on démolit, au cours des travaux, une petite chapelle du cimetière renfermant le cénotaphe de saint Yves, qui menaçait ruine et qui masquait un peu l'église". Ce cénotaphe en granit, en forme d'autel, est donc présent dans le cimetière avant 1823. S'agit-il d'un autel ayant servi dans cette chapelle du cimetière aujourd'hui détruite ? d'un autel provenant de l'oratoire ou de l'église et qui, ayant été remplacé, aurait été conservé dans cette chapelle du cimetière ? Il est percé en son milieu d'une arcade cintrée et décoré sur ses faces d'arcatures aveugles flamboyantes. Selon la légende, les pèlerins doivent passer sous cet arc à genoux pour obtenir l'exaucement de leur vœux. Autrefois lors du pardon, le reliquaire de la cathédrale de Tréguier était posé dans un évidement sur la table de l'autel. Lors du passage sous le tombeau, chaque dévot touchait de la tête le précieux coffret et baisait la terre par humilité.

- Le manoir de Crech-Martin XIIIe siècle.

Construit sous les ordres de Yves Hélory de Kermartin en 1293 face à l'église, pour accueillir les pauvres. Une procession se déroule le 19 mai de chaque année date commémorative du décès de saint Yves, principalement autour de la propriété de Crech-Martin. Le manoir été modifié vers 1860 et devait à l'origine être reconstruit en haut de la propriété. La famille Le Borgne propriétaire de l'époque ne put aboutir les travaux, puisque dévastée par le choléra. Les héritiers ont donc restauré le manoir à son emplacement initial. Des années 1870 à 1990 il n'a pas changé. Ce n'est qu'en 1992 qu'il fit peau neuve, nouvelles ouvertures, nouvelles toitures, puis une partie de la propriété rénovée pour la création de gîtes ruraux en 2005.
- L'aqueduc sur le Guindy, XVIIe siècle.

Construit à partir de 1610 pour alimenter en eau la ville de Tréguier depuis les fontaines de Créven à Plouguiel. L'aqueduc enjambe la rivière le Guindy depuis la commune de Plouguiel vers la commune de Minihi-Tréguier. L'aqueduc sur le Guindy fait l’objet d’une inscription au titre des monuments historiques depuis le 17 avril 1931,.
- Le manoir de Mézo-Bran, XIVe – XVIe siècle.

Édifié près du Jaudy, Mézo-Bran s'accompagne d'une chapelle Saint-Joseph du XVIIe siècle, où jadis se déroulait un pardon. Près du manoir existe un chêne pluri-centenaire sous lequel saint Yves aurait dit la messe. Le « manoir de Mézaubran » fait l'objet d'une inscription au titre des monuments historiques depuis le 20 janvier 1926. La propriété a appartenu pendant plusieurs décennies à la famille Le Goaziou, puis revendue à la fin des années 1980 à une famille suisse. Le manoir et les dépendances ont été entièrement rénovées. Le propriétaire suivant créa un élevage d'alpagas sur les 28 hectares du domaine. Mézo-Bran appartient désormais a une famille normande. Les souterrains n'ont jamais été retrouvés.
- Le manoir de Kernabat. Christophe-Paulin de La Poix dit le Chevalier de Fréminville le décrit dans son ouvrage les Antiquités de la Bretagne, parue à la fin des années 1830, ainsi : « la maison principale construite dans le style gothique du XIVe siècle est accompagnée d'une tourelle hexagone renfermant l'escalier qui est une fort belle vis en pierre de taille »[45].
- Les ruines de la chapelle saint Marc au Guindy, dite aussi chapelle des 5 Plaies. L'édifice, aujourd'hui détruit, construit au XIXe siècle se trouve près d'une fontaine et dépendait de la propriété de Troguindy.

## Personnalités liées à la commune
- Saint Yves, né au manoir de Kermartin en Minihy.
- Louis L'Hévéder, collaborateur, militant de la SFIO et du Parti socialiste démocratique.
- Hyacinthe Adam, missionnaire au Japon.